# Kerkopen
Die Kerkopen (altgriechisch Κέρκωπες Kérkōpes, Sg. Κέρκωψ Kérkōps, von κέρκος kérkos, deutsch ‚Schwanz‘) sind Gestalten der griechischen Mythologie, zwei Söhne der Theia und des Okeanos, die ursprünglich Zeus in seinem Kampf gegen Kronos und die Titanen beigestanden haben sollen.
Da sie sich jedoch ständig über ihn lustig gemacht hätten, seien sie in Affen verwandelt worden, mit denen sie ohnehin Ähnlichkeit gehabt haben sollen. Ohne diese Geschichte zu erwähnen, werden ihre Namen von Robert von Ranke-Graves mit Passalos und Akmon, Olos und Eurybatos oder Sillos und Triballos angegeben – „die meisterhaftesten Schwindler und Lügner“, die die Welt je gekannt habe. Theias Warnung – „Meine kleinen weißen Hintern, ihr müsst erst den großen schwarzen Hintern treffen!“ – sei sprichwörtlich geworden. Sie sollte mit ihrer Warnung recht behalten, denn als sie sich in der Gestalt von Schmeißfliegen an Herakles – der zu dieser Zeit der Sklave von Omphale war – heranmachten, um ihm die Nachtruhe zu rauben oder um seine Rüstung zu stehlen, griff er sich die beiden und hängte sie sich auf seiner Wanderung an einem Stock kopfunter über seinen Rücken, wo sie nun auf sein Hinterteil starrten und schallend zu lachen begannen, da dieses voller schwarzer Haare war – oder vom Feueratem des Kakos, des kretischen Stieres oder auch bloß der Sonne verbrannt war. Auf alle Fälle war Herakles von ihrer Respektlosigkeit überrascht und schenkte ihnen schließlich die Freiheit, als er den Grund für ihr Gelächter erfahren hatte und danach selber lachen musste.
Als Kerkopen wurden auch Plagegeister bezeichnet, die in Form von Albträumen die Menschen heimsuchten und vertrieben werden konnten, indem man Herakles anrief.